# В мокроті
«В мокроті» (англ. In the Wet) — науково-фантастичний роман Невіла Шюта, вперше опублікований у Великій Британії 1953 року. Він містить багато типових елементів сердешного та авантюрного стилю Шюта, таких як політ, майбутнє, містичні стани та звичайні люди, які роблять надзвичайні речі.

## Сюжет
Розповідь починається її початковим оповідачем — англіканським священиком із Братства Буша на ім’я Роджер Харґрівз — який описує своэ звичне життя у великій парафії в глибинці Квінсленда в 1953 році. У рамках своїх обов’язків він повинен служити вмираючим, і це призводить його до контакту з літнім, алкоголіком, курцем опіуму, хворим колишнім пілотом і колишнім співаком на ім’я Стіві.
Потрапивши в убогу каюту Стіві в сезон сильних дощів, Харґрівз бореться з рецидивною малярією, перебуваючи на вахті Стіві. Оскільки психічні стани обох чоловіків змінюються, історія змінюється, і Стіві стає Девідом «Нігером» Андерсоном, нагородженим членом Королівських ВПС Австралії, який розповідає свою історію Гаргрівзу. Але ця історія розгортається через 30 років у майбутньому, у 1983 році.
Девід Андерсон є квартероном, змішаного європейського та аборигенного походження. Як першокласного пілота, його країна обирає його членом елітної команди пілотів-випробувачів у Великій Британії. Незважаючи на скромне походження, Андерсон швидко просунувся в КВПСА і незабаром йому запропонували посаду командира одним із двох літаків Крил королев.
Англія 1983 року у вище вказаному романі — це технічно розвинена країна, яку соціалізм знущав і знекровив. Жорстка економія є девізом, а нормування все ще діє. Це Англія, де королівська сім’я шанується простими людьми, але ображається політиками, які використовують їх як хлопчиків для бичування через економічны проблеми Англії. Коли політики намагаються опосередковано контролювати закордонні поїздки монарха, обмежуючи використання нею урядових літаків Об’єднаного Королівства, уряди Канади та Австралії дарують літаку королеви сучасний реактивний транспорт, забезпечують експлуатаційні витрати та надають екіпажі. Андерсона обирають капітаном австралійського літака. Канада й Австралія є дуже роялістськими країнами, і в один момент Андерсон був шокований припущенням, що Австралія може стати республікою. Обидвы краъни є демократіями, хоча підлягають «багатократному голосуванню» — кожен отримує один голос, але інші голоси можуть отримати окремі особи, максимум до семи. Сам Андерсон має три голоси на виборах в Австралії.
Спочатку поглинений роботою, Андерсон повільно усвідомлює, що відбувається навколо нього. Він бачить, як державний секретар повітряних справ лорд Коулз оглядає сучасний літак і наполягає на тому, щоб сигнальна гармата була встановлена в літаку, обладнаному радіостанціями, на випадок, якщо йому знадобиться приземлитися в полі. Прем'єр-міністр Іорвет Джонс більш розумний, але зацікавлений лише в отриманні політичних очок.
Однак королівська сім’я в захваті від подарунка літака, і королева середнього віку з консортом прийшли оглянути їх.
Андерсон неодноразово зустрічає та поступово закохується в молодшого секретаря королеви Розмарі, доньку оксфордського дона, призначену допомогти впорядкувати адміністративні аспекти літаків Співдружності, які приєднуються до рейсу королеви. Андерсон дізнається про складну політичну ситуацію, з якою зіткнулася королева.
Візит королеви до Канади на канадському кораблі збігається з черговою нападеою на королівську родину з боку лейбористських політиків. Принц Уельський просить Андерсона відвезти його до Оттави, щоб він міг зустрітися з королевою. Пізніше стає зрозуміло, що принц ставить ультиматум від себе та своєї сестри (у королеви лише двоє дітей) — вони не приймуть посаду монарха в такому вигляді, якою вона є.
Андерсону наказано летіти з королевою та її супроводом, у тому числі й з Розмарі, не назад до Англії, а до Австралії, щоб зустрітися з тамтешніми політиками. По дорозі вони мають тривалу затримку на дозаправку на острові Різдва, що дозволяє королеві трохи розслабитися, доки не з’являться місцеві чиновники зі своїми дружинами в офіційному вбранні. Андерсон, уражений харчовим отруєнням, бачить уві сні сцену з Харгрівзом і Стіві в мокрій каюті. Після того, як він одужає, група їде до Австралії. Королева зустрічається не лише з нинішніми австралійськими політиками, а й зі старшими державними діячами сером Робертом Мензісом і Артуром Калвеллом (активними політиками в реальному житті 1953 року). Після зустрічей королеву повертають до Англії, але наземний контроль перенаправляє рейс на сотні миль до Йоркшира під приводом того, що добре кваліфіковані австралійські авіатори не мають кваліфікації для посадки в комерційному аеропорту — Гітроу — за поганої погоди; насправді перенаправлення до Йоркширу, очевидно, має на меті завдати незручностей королеві. Після королівського втручання всі екіпажі без зайвих слів отримали акредитацію як цивільні авіатори.
Королева оголошує про це у своєму різдвяному ефірі та дає зрозуміти, що разом з родиною не повернеться до Великої Британії, якщо країна не зазнає політичних реформ, що означає як загальне виборче право, так і запровадження посади генерал-губернатора Сполученого Королівства як необхідний буфер між монархом і парламентом, чия поведінка та ставлення до королеви стали як неконституційною, так і особистою образою до цієї декларації.
Хоча Девід вживає всіх запобіжних заходів, щоб захистити літак, який невдовзі злітає з королевою, шосте почуття, яке походить до його аборигенної спадщини, підказує йому, що щось не так. Він обшукує багаж групи та знаходить запечатану металеву коробку, очевидно, бомбу. Через вітер коробку неможливо винести на вулицю, але завдяки вмілому польоту він може створити відповідні умови. Королева клянеться зберігати таємницю та нагороджує Девіда сьомим голосом, який надається лише королівською комісією.
Подорожні благополучно досягають Австралії. Тим часом у Великій Британії новий генерал-губернатор скликав парламент для обговорення багаторазового голосування. Уряд прем'єр-міністра Джонса падає, і очікується, що новий уряд, як і раніше лейбористський, запровадить політичну реформу. Тепер, коли королева більше не знаходиться в кризовій ситуації, Розмарі може залишити королівську роботу та вийти заміж за Девіда.
В епілозі сюжетна історія відновлюється. Стіві мирно помер, а виснажений Гаргрівз намагається відокремити марення від реальності. Це стає складніше, коли йому дарують на хрещення дитину, яка виросте як Девід Андерсон.

## DeHavilland Ceres
Вигаданий DeHavilland Ceres, на якому літало судно Queen's Flight, схоже, заснований на концепції Avro Atlantic, цивільної версії реактивного авіалайнера реактивного бомбардувальника Avro Vulcan, розробленого для міжконтинентальних подорожей. Це була концепція дизайну на момент написання роману, і вона не вийшла у виробництво.

## Декілька голосів
Мабуть, найцікавішою (і довговічною) особливістю книги є «багатократне голосування», яке розглядається як необхідна реформа демократії. Людина може мати до семи голосів. Кожен отримує основний голос. Інші голоси можна отримати за освіту (включаючи комісію в збройних силах), заробіток за кордоном протягом двох років, виховання двох дітей до 14 років без розлучення, бути посадовцем християнської церкви або мати високий зароблений дохід. Сьомий голос, який у книзі надається Девіду Андерсону за його героїзм, надається Королівською Хартією лише на розсуд Королеви.
У минулому у Великій Британії було можливе множинне голосування. До кінця 1940-х років випускники всіх британських університетів посилали своїх представників до парламенту, і власники нерухомості могли голосувати як за місцем проживання, так і за місцем власності; тому власник нерухомості з університетською освітою міг мати три голоси. Випускники Національного університету Ірландії та Триніті-коледжу все ще представлені у верхній палаті парламенту Ірландії. Марк Твен використав ідею кількох голосів за заслуги у своєму оповіданні «Дивна республіка Гондур».

## Генерал-губернаторство Сполученого Королівства
Як складова декларації королеви, однією з обов’язкових реформ є призначення генерал-губернатора Сполученого Королівства на тлі все більш наполегливого та агресивного лейбористського уряду, який керує країною після Третьої світової війни. Оскільки королева є монархом Співдружності, існують реальні конституційні питання щодо того, чи має пропорційне представництво та присутність у царствах Співдружності Суверена перевагу над порівняно меншим населенням Сполученого Королівства.
Протягом роману зростаюче невдоволення як монарха, так і прем’єр-міністра, а також погроза принца Уельського відмовитися від престолу, якщо йому запропонують його через поведінку лейбористського уряду, вимагає засобів врегулювання. Зрештою, єдиним рішенням є створення буфера між короною та парламентом — генерал-губернатора.
На відміну від монарха, генерал-губернатор має можливість давати пряму відповідь уряду, не побоюючись політичного розриву з короною, оскільки ця посада є посередницькою. Якщо політична поведінка генерал-губернатора є достатньо поганою, заміна шляхом призначення Короною є реалістичною процедурою та знаходиться поза контролем парламенту.
Окрім того, генерал-губернатор може засідати в парламенті як представник монарха, і йому також дозволяється, як і в інших державах Співдружності, звертатися до парламенту, що зазвичай монарх використовує як формально-урочисту процедуру. Генерал-губернатор може, як це робить монарх лише під час приватної аудієнції, мати можливість консультуватися, давати поради та попереджати, але з тією різницею, що це буде зроблено в публічній сфері, у присутності всього парламенту, а не в рамках приватної аудієнції між Прем’єр-міністром і Сувереном.
Тоді ця зміна дозволить реформувати політичний процес і викриє поведінку антагоністичного уряду та прем’єр-міністра всьому парламенту та палаті лордів, пом’якшуючи їхню поведінку через виявлення намірів.